# 9月15日
9月15日是阳历年的第258天（闰年是259天），离一年的结束还有107天。

## 大事记

### 19世紀以前
- 1366年：朱元璋下令拓建建康城（南京）。
- 1763年：清朝筑乌鲁木齐新城，名迪化。

### 19世紀
- 1821年：薩爾瓦多、洪都拉斯、哥斯大黎加、尼加拉瓜、危地馬拉脱离西班牙殖民统治，宣布独立。
- 1830年：連接英國利物浦與曼徹斯特之間的鐵路正式通車，為世界上首條完全使用蒸汽動力的鐵路。
- 1835年：英國博物學家查爾斯·達爾文搭乘小獵犬號抵達加拉巴哥群島，在此進一步發展演化理論。

### 20世紀
- 1907年：台灣第一條糖業鐵路在位於高雄州岡山郡的橋仔頭製糖所通車。
- 1915年：五四时期著名的革命刊物《青年杂志》在上海创刊，1916年更名为《新青年》。
- 1916年：第一次世界大战：在法国皮卡第索姆省进行索姆河战役期间，英国陆军第一次将坦克投入实战中。
- 1924年：中國奉系軍閥張作霖率领军队向掌握中央政府的直系军阀发起进攻，第二次直奉戰爭爆发。
- 1932年：日本正式承认“满洲国”。
- 1935年：纳粹德国颁布剥夺德国犹太人公民权的《纽伦堡法案》，并通过印有卐设计的新国旗。
- 1938年：英國首相張伯倫與希特勒在德國希特勒別墅舉行會談。
- 1944年：中国共产党在三届三次国民参政会上提出成立民主联合政府的主张。
- 1944年：美國海軍陸戰隊對遭日本佔領的貝里琉發動登陸攻勢，為第二次世界大戰最具爭議的戰役之一。
- 1945年：8月15日，昭和天皇宣佈大日本帝國戰敗投降後。於此日，大日本帝國憲兵隊宣佈正式全面撤離馬來亞，砂拉越，北婆羅洲三地。至此宣告馬來亞聯邦（今西馬來西亞與新加坡共和國），砂拉越王國（今砂拉越）以及英屬北婆羅洲（今沙巴）三地正式重光。
- 1946年：保加利亚人民共和国宣告成立。
- 1950年：朝鲜战争期間，美国为首的联合国军成功在韩国仁川登陸。
- 1954年：中华人民共和国第一届全国人民代表大会第一次會議在北京召开。
- 1956年：中国共产党第八次全国代表大会开幕。
- 1959年：北京火车站举行落成典礼。
- 1959年：苏联月球2号探索器发送第一幅月球背面的照片。
- 1971年：绿色和平成立。
- 1982年：贝鲁特难民营大屠杀。
- 1991年：香港立法局首次選出十八個直選議席，投票率接近40%，詳情請參閱1991年香港立法局選舉。
- 1993年：中国上海杨浦大桥建成，是当时世界跨度最大的斜拉桥。
- 1995年：联合国第四次世界妇女大会在北京闭幕，通过《北京宣言》和《行动纲要》。
- 1998年：原浙江大学、杭州大学、浙江农业大学、浙江医科大学合并，组建新的综合性大学浙江大学，史称“四校合并”。
- 2000年：中国的夏商周断代工程完成国家验收，但一直受学术界诟病。
- 2000年：第二十七屆奧林匹克運動會在澳洲悉尼開幕。

### 21世紀
- 2008年：美國投資銀行雷曼兄弟宣佈破產，從而引發全球性金融危機。
- 2013年：澳門特別行政區立法會選舉。
- 2017年：卡西尼號潛入土星大氣層中銷毀，並在結束前傳送回最後的圖像[1]。
- 2021年：美國太空公司SpaceX發射靈感4號，為世界上首個全部由平民執行的宇宙軌道飛行任務。
- 2021年：澳洲、英國和美國宣布成立三方安全夥伴同盟，法國則抗議澳洲轉向新的潛艇建造合同。

## 出生
- 767年：最澄，日本平安時代僧人，天台宗開創者（822年逝世）
- 1254年：馬可·波羅，義大利旅行家（1324年逝世）
- 1830年：波費里奧·迪亞斯，墨西哥將軍、政治家，第29任墨西哥總統（1915年逝世）
- 1857年：威廉·霍華德·塔夫脱，美國政治人物，第27任美國總統（1930年逝世）
- 1879年：約瑟夫·萊昂斯，澳大利亞政治人物，第10任澳大利亞總理（1939年逝世）
- 1886年：幸內純一，日本漫畫家、動畫製作者（1970年逝世）
- 1890年：阿嘉莎·克莉絲蒂，英國侦探小說作家（1976年逝世）
- 1894年：奧斯卡·克萊因，瑞典物理學家（1977年逝世）
- 1899年 : 李克农，中国人民解放军开国上将
- 1904年：杜君慧，中國婦女運動先驅（1981年逝世）
- 1904年：翁貝托二世，義大利國王（1983年逝世）
- 1915年：赫爾穆特·舍恩，德國足球運動員、總教練（1996年逝世）
- 1915年：曹達華，香港演員（2007年逝世）
- 1919年：馮元楨，華裔美國生物工程學家、生物力學家（2019年逝世）
- 1920年：蕭光琰，中國石油化學家（1968年逝世）
- 1920年：萬海峰，中國人民解放軍上將（2023年逝世）
- 1926年：讓-皮埃爾·塞爾，法國數學家
- 1927年：瑪格麗特·基恩，美國藝術家（2022年逝世）
- 1929年：默里·蓋爾曼，美國物理学家，1969年諾貝爾物理学奖得主（2019年逝世）
- 1930年：哈茲卡·奧斯穆斯卡，波蘭古生物學家（2008年逝世）
- 1932年：莉娜·特涅利，蘇聯政治人物（1999年逝世）
- 1934年：張英才，香港演員（2023年逝世）
- 1936年：謝賢，香港電影及電視演員
- 1937年：费尔南多·德拉鲁阿，阿根廷政治人物，前任阿根廷總統（2019年逝世）
- 1937年：小罗伯特·卢卡斯，美國經濟學家，1995年諾貝爾經濟學獎得主（2023年逝世）
- 1938年：蓋洛·佩里，美國職業棒球運動員（2022年逝世）
- 1938年：詹姆斯·克里斯蒂，美國天文學家
- 1941年：米羅斯瓦夫·赫爾曼謝夫斯基，波蘭太空人（2022年逝世）
- 1942年：溫家寶，中國共產黨前政治局常委、中華人民共和國總理
- 1942年：艾默森·姆南加瓦，辛巴威政治人物，現任辛巴威總統
- 1945年：潔西·諾曼，美國歌劇演唱家（2019年逝世）
- 1946年：中村哲，日本医生（2019年逝世）
- 1946年：湯米·李·瓊斯，美國演員
- 1946年：奧利佛·史東，美國電影導演
- 1947年：阿布薩塔爾·德爾比薩利，哈薩克斯坦最高穆夫提（2021年逝世）
- 1951年：约翰·内斯肯斯，荷蘭職業足球運動員（2024年逝世）
- 1952年：茱蒂絲·楊，美國天文學家（2014年逝世）
- 1954年：張文光，香港政界人物
- 1955年：薛捍勤，中國外交官、國際法學者，現任國際法院法官
- 1957年：布萊德·博德，美國電影導演、配音員、動畫師、編劇
- 1957年：帕维乌·帕夫利科夫斯基，波蘭導演
- 1958年：張志德，香港足球運動員、教練、評述員
- 1959年：邦莫达，馬來西亞政治人物，現任國會議員
- 1961年：謝韶光，新加坡演員
- 1962年 : 史玉柱，中国商人
- 1964年：罗伯特·菲佐，斯洛伐克政治人物，現任斯洛伐克總理
- 1969年：袁潔瑩，香港演員
- 1972年：陳潔儀，新加坡女藝人
- 1972年：莱蒂齐亚·奥尔蒂斯·罗卡索拉诺，西班牙王后
- 1974年：穆拉特·雅金，瑞士足球運動員
- 1975年：冼東妹，中國柔道運動員
- 1977年：安潔拉亞季，日本女歌手
- 1978年：金盛吳，韓國男演員
- 1978年：埃聚尔·古德约翰森，冰島職業足球運動員
- 1979年：戴荃，中國男歌手、音樂製作人
- 1980年：蔡依林，台灣女歌手
- 1983年：平田裕香，日本女演員、模特兒、聲優
- 1984年：唐臻，台灣女演員
- 1984年：薩塞克斯公爵哈利王子，英國王室成員
- 1986年：VALSHE，日本女歌手
- 1988年：凱特·格列哥耶娃，俄羅斯模特兒
- 1991年：松井曉波，日本女性聲優
- 1991年：李正信，韓國男子樂團CNBLUE成員
- 1992年：Jae，韓國男子樂團DAY6成員
- 1992年：孙亚楠，中國女子自由式摔跤運動員
- 1992年：小木曾汐莉，日本女子偶像團體SKE48成員
- 1993年：丹尼斯·施洛德，德國職業籃球運動員
- 1995年：大衛·拉耶，西班牙職業足球運動員
- 1996年 :  娜拉·帖努帕，泰国新生代女演员、模特
- 1997年：托馬·希羅，法國男子射箭運動員
- 1997年 : 宋佳媛，中国女子田径运动会
- 1999年：大和田南那，日本女子偶像團體AKB48成員
- 2000年：Felix，韓國男子偶像團體Stray Kids成員
- 2004年：达维德·波波维奇，羅馬尼亞男子游泳運動員
- 2005年：歐瑪瑞·凱利曼，英格蘭職業足球運動員
- 生年不詳：海渡翼，日本男性聲優

## 逝世
- 602年：獨孤伽羅，隋文帝元配（544年出生）
- 1559年：伊莎貝拉·雅蓋隆卡，匈牙利王后（1519年出生）
- 1859年：伊桑巴德·金德姆·布魯內爾，英國工程師（1806年出生）
- 1866年：奧古斯都·艾迪生·古爾德，美國貝類學家、軟體動物學家（1805年出生）
- 1883年：約瑟夫·普拉托，比利時物理學家、數學家（1801年出生）
- 1891年：伊凡·亞歷山大羅維奇·岡察洛夫，俄罗斯小說家（1812年出生）
- 1894年：左宝贵，清抗日将领（1837年出生）
- 1921年：罗曼·冯·恩琴，德国裔俄国白军将领，曾统治外蒙古（1886年出生）
- 1931年：黄公略，中國軍事家、中國工農紅軍高級將領（1898年出生）
- 1945年：，奥地利作曲家，新維也納樂派代表人物之一（1883年出生）
- 1945年：哈里·K·達格利恩，美國物理學家（1921年出生）
- 1959年：唐滌生，香港粵劇編劇家（1917年出生）
- 1964年：阿爾弗雷德·布萊洛克，美國外科醫生（1899年出生）
- 1975年：丰子恺，中國漫畫家、美术家、文学家（1898年出生）
- 1983年：钱思亮，中国有机化学家（1908年出生）
- 1993年：莫里斯·亞梅奧果，布基納法索政治人物，首任布基納法索總統（1921年出生）
- 1994年：阿蘭·貝爾納丁，法國商人、前衛藝術家（1916年出生）
- 2003年：文德泉，澳門歷史學家（1912年出生）
- 2007年：科林·麦克雷，蘇格蘭賽車手（1968年出生）
- 2014年：于尔克·舒比格，瑞士作家（1936年出生）
- 2016年：金秀蘭，華裔美國物理學家（1968年出生）
- 2017年：維奧萊特·布朗，牙買加超級人瑞（1900年出生）
- 2017年：哈里·迪恩·斯坦頓，美國演員、音樂家（1926年出生）
- 2018年：沃里克·埃斯特万·克尔，巴西農業工程師、遺傳學家、昆蟲學家（1922年出生）
- 2018年：朱旭，中國演員（1930年出生）
- 2022年：約爾格·費貝爾，德國指揮家（1929年出生）
- 2022年：三美威魯，馬來西亞政治人物（1936年出生）
- 2022年：索尔·阿伦·克里普克，美國邏輯學家、哲學家（1940年出生）
- 2023年：费尔南多·博特罗，哥伦比亚画家、雕塑家（1932年出生）
- 2024年：狄托·傑克森，美國搖滾音樂歌手（1953年出生）

## 节假日和习俗
- 國際民主日
- 痛苦聖母紀念日
- 薩爾瓦多：獨立日
- ：獨立日
- ：獨立日
- 尼加拉瓜：獨立日
- ：獨立日
- 、 保加利亚：知識日
- 加拿大、 印度、 斯里蘭卡、 坦桑尼亚：工程師節